# Nabil Shuail

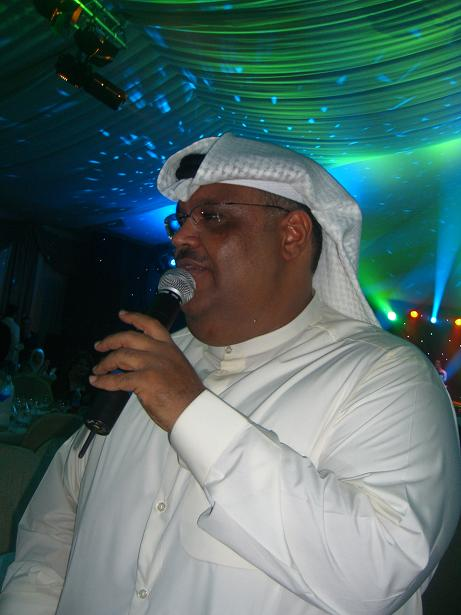
Nabil Shuail (2006)

Nabil Sulayman Dawod Shuail (arabisch نبيل سليمان داوود شعيل, DMG Nabīl Sulaimān Dāwūd Šuʿail; * 1. Januar 1962) ist ein kuwaitischer Sänger. Er ist einer der bekanntesten arabischen Sänger. Nabil Shuail ist der erste Sänger aus den Arabischen Golfstaaten, der dafür bekannt wurde, in mehreren arabischen Dialekten zu singen. Er machte die Chalidschi-Musik in der arabischen Welt über den Golf hinaus bekannt. Er wird als die Nachtigall des Golfs, auch als Bülbül des Golfs bezeichnet.
Sein erster großer Erfolg war das Album Sikat Safar im Jahre 1982, auf dem er Kompositionen der kuwaitischen Musiker und Texter Rashed Khaled Al-Khader (1956–1998) und Abdullatif Al-Bannai (* 1944) sang. Seitdem brachte Nabil Shuail mehrere Dutzend Alben heraus. Seine Veröffentlichungen erschienen unter anderem bei High Quality, Sound Of Beirut Company, Star Company for Art Production (Ägypten), Al Nazaer, Dan Doon, Romco (Kuwait), Funoon al Jazeera, Rotana, Stallions Records (Saudi-Arabien), Camel (Türkei) und EMI Music Arabia sowie Funoon Al Emarat aus den Vereinigten Arabischen Emiraten.
Ein Video zu seinen Lied Natman vom März 2020 wurde bis August 2025 auf YouTube mehr als 127 Millionen Mal aufgerufen.
Er ist Inhaber eines Musikstudios in Jabriya im kuwaitischen Gouvernement Hawalli.